# سكوير إنكس يورب
سكوير إنكس يورب (بالإنجليزية: Square Enix Europe)‏، هي شركة ألعاب فيديو تابعة لشركة سكوير إنكس اليابانية، تأسست في 29 مارس 1984 تحت مسمى أنتروكراون ليمتد، تتخذ الشركة من لندن ببريطانيا مركزا لها، من أشهر ألعابها : سلاسل تومب رايدر، وجست كوز، وديوس إكس، وثيف. الشركة هي نفسها إيدوس إنتراكتيف، والتي تم الإستحواذ عليها من طرف سكوير إنكس عام 2009 وتغيير إسمها إلى سكوير إنكس أوروبا.

## تغيير الاسم
تغير إسم هذه الشركة خمس مرات على النحو التالي:
- أنتروكراون ليمتد (1984).
- دومارك ليمتد (1984-1990).
- دومارك غروب ليمتد (1990-1996).
- أيدوس إنتراكتيف ليمتد (1996-2009).
- سكوير إنكس يورب (منذ عام 2009)، بعد الإستحواذ عليها من طرف سكوير إنكس.

## المواقع الخارجية
- الموقع الرسمي
 (الانكليزيه)